# 1289 dans les croisades
- Mamelouks :        Al-Mansûr Sayf ad-Dîn Qala'ûn al-Alfi

Cette page regroupe les évènements concernant les Croisades qui sont survenus en 1289 :

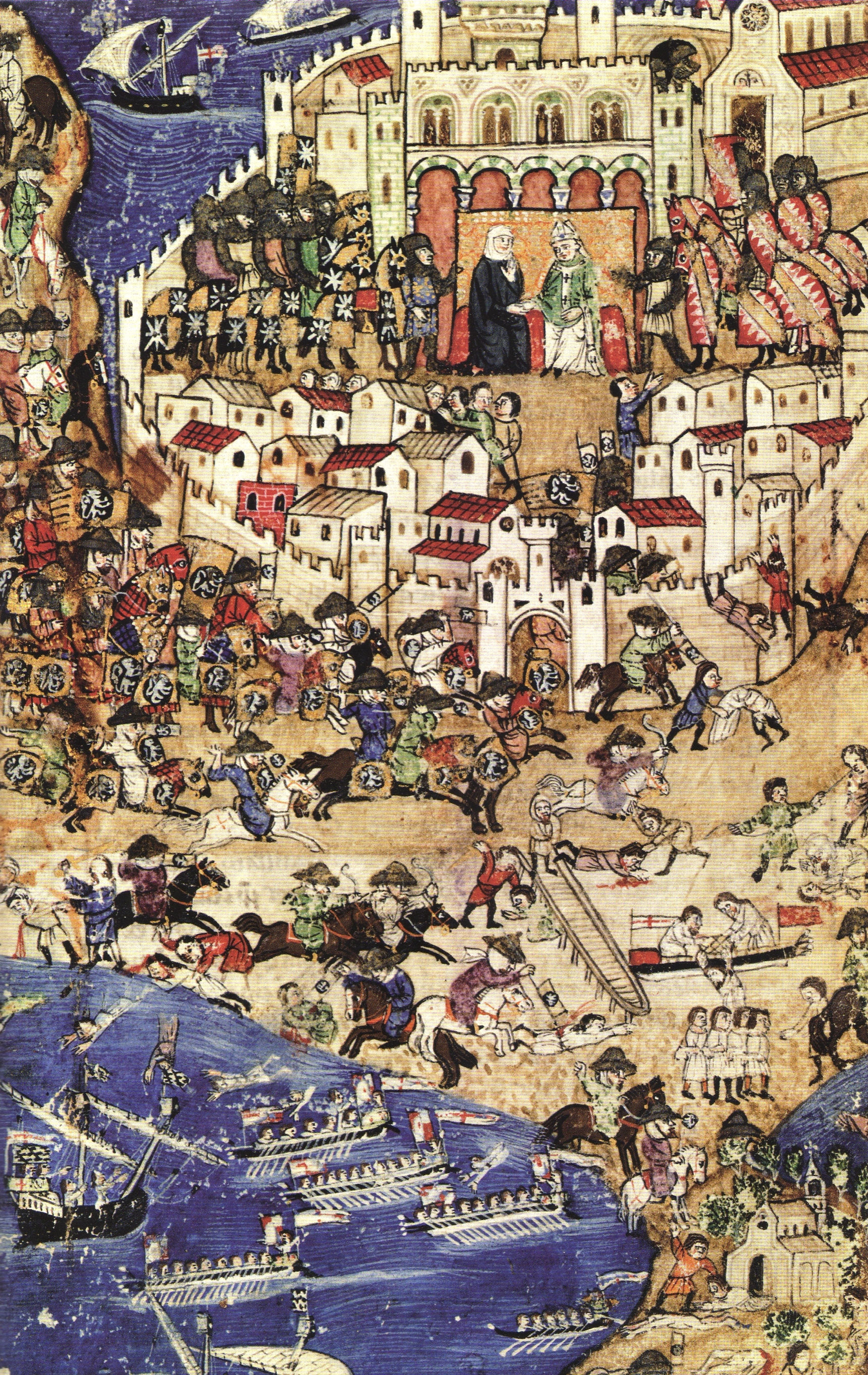
Siège de Tripoli

- 6 février : mort de Léon III, roi d'Arménie. Héthoum II remonte sur le trône[1].
- février : début du siège de Tripoli par le sultan mamelouk Qala'un[2].
- 28 avril : le sultan mamelouk Qala'un prend Tripoli[2].
- mai : Henri II de Chypre négocie une paix de dix mois avec le sultan Qala'un[3].
- 16 septembre : Isabelle de Villehardouin, princesse d'Achaïe épouse Florent de Hainaut[2].
- le sultan mamelouk Qala'un prend Gibelet et le rend à son possesseur légitime, Pierre Embriaco[4].